# Fernand Ogier de Baulny
Pour les autres membres de la famille, voir Famille Ogier.
Fernand Ogier de Baulny est un entomologiste français, né le 17 janvier 1839 à Coulommiers et mort le 7 octobre 1870 dans la même ville.

## Biographie
Fernand de Baulny est le fils du capitaine Amédée Étienne Fare Marguerite Ogier de Baulny, ancien mousquetaire du roi Louis XVIII, officier de la Garde royale à Versailles et maire de Coulommiers, et petit-fils de François Maximilien Perrin de Boislaville, conseiller en la Cour des monnaies et maire de Coulommiers de 1815 à 1826.
Fernand de Baulny se dirigea tôt vers des études en sciences naturelles et plus précisément vers l'entomologie. Il devint l'élève de l'abbé de Marseul, qui le présente à la Société entomologique de France dès 1856, dont Baulny est longtemps le membre le plus jeune.
Le 22 avril 1861, il s'embarque seul à Marseille pour l'Afrique. Il parcourt toute la province de Constantine, alors ravagée par le choléra, visite les stalactites d'Hamman-Meskhoutin et les forêts séculaires autour de Batna, et alla jusqu'à Biskra. Aux portes de Constantine, il découvrit deux Coléoptères Myrmécophiles : le Camaldus villosus Fairm et la Myrmedonia barbara ; mais c'est à Biskra, qu'il fit ses meilleures et ses plus abondantes récoltes, le nombre des insectes rapportés de cette localité devait être bien considérable, puisqu'en 1866, leur piquage n'était pas encore terminé.
En 1865, il fit un voyage en Espagne, durant lequel il se lia d'amitié avec Eugène Simon, puis, trois ans plus tard, une nouvelle exploration en Espagne. Il rejoignit alors, avec Eugène Simon, Tanger en passant par Gibraltar. Malgré l'opposition du consul de France, ils se déguisèrent en Arabes et accompagnés de quelques indigènes, ils s'enfoncèrent dans l'intérieur des terres, et, après une marche pénible, ils traversèrent Alkassar, puis Fès.
Rentré en France, Fernand de Baulny consacra son temps au classement de sa collection de Coléoptères, l'une des plus riches de France.
En séjour à Bagnères-de-Bigorre chez un ami, Henry de Bonvouloir, au printemps 1869, il fit la rencontre et épousa Louise de Bazillac. Mais, en mai 1870, alors en Normandie chez un parent, et épuisé de ces nombreux voyages, entrepris dans des conditions souvent défavorables, il fut frappé d'une maladie. Ramené dans sa ville natale, il succomba le 7 octobre suivant.
Il sauva de la destruction un certain nombre de fragments de poteries romaines dans l'ancienne station romaine de Calagum.
Il laissa des travaux insérés dans les Annales de la Société entomologique de France et dans les Annales de la Société des sciences historiques et naturelles de l'Yonne.
Baulny était membre-fondateur de la Société d'archéologie de Seine-et-Marne, secrétaire de la Société d'archéologie, sciences, lettres et arts du département de Seine-et-Marne, membre de la Société académique d'agriculture, des sciences, arts et belles-lettres du département de l'Aube, de la Société des sciences historiques et naturelles de l'Yonne, de la Société française de numismatique et d'archéologie, ainsi que longtemps le plus jeune membre de la Société entomologique de France.

## Publications
- 1859. Note sur la larve du Progantha quadricornis. Ann. Soc. Ent. Fr., CCXIX
- 1860. Notice sur quelques espèces de Coléoptères prises aux environs d’Auxerre et de Chatel-Censoir. Bull. Soc. nat. de l’Yonne, 24-38.
- 1861. Notice sur quelques espèces de Coléoptères des environs d’Auxerre et de Chatel-Leuvin.